# Sandusky, Ohio
Sandusky là một thành phố thuộc quận Erie, tiểu bang Ohio, Hoa Kỳ. Năm 2010, dân số của thành phố này là 25793 người.

## Dân số
- Dân số năm 2000: 27844 người.
- Dân số năm 2010: 25793 người.